# Rowleyeiland
Rowleyeiland is eiland van de Canadese Arctische Eilanden, gelegen in de regio Qikiqtaaluk in Nunavut, Canada. Het heeft een oppervlakte van 1090 km² en is onbewoond.
Hoewel het eiland onbewoond is, bevinden zich er zowel een onbemande basis van de Distant Early Warning Line, genaamd FOX-1, bij 69° 4′ 1″ NB, 79° 3′ 54″ WL, en een Automated Surface Observing System.
Het is vernoemd naar de poolreiziger Graham Westbrook Rowley.